# Humenské podolí
Humenské podolie je geomorfologický podcelek Beskydského predhoria. Nachází se ve středovýchodní části celku, přibližně mezi městy Humenné a Snina a zabírá povodí řek Cirocha a Laborec. Nejvyšší vrchol Hrb dosahuje nadmořské výšky 380 m n. m.

## Vymezení
Podcelek zabírá středovýchodní část Beskydského predhoria a v rámci celku sousedí na okraji údolí Ondavky s Merníckou pahorkatinou, východním směrem na okraji Sniny navazuje Ublianská pahorkatina. Ze severu území vymezuje Laborecká a Ondavská vrchovina, jižním směrem ostře vystupují Vihorlatské vrchy s podcelky Humenské vrchy a Vihorlat. 

## Osídlení
Podolím vede údolí Cirochy, v západní části údolí Laborce, které jsou v této části poměrně hustě osídlené. Na východním okraji podolí leží Snina, v západní části Humenné a zejména v údolí Cirochy je vícero středně velkých obcí.

## Doprava
Přes Humenné vede do Sniny a dále na ukrajinskou hranici silnice I / 74, údolím Laborce prochází silnice II / 559 do Medzilaborce. Údolími obou řek vedou i železniční tratě, severním směrem železniční trať Michaľany - Łupków a východním železniční trať Humenné - Stakčín. 